# Clove
Le Clove est un indianman de 520 tonneaux, avec un équipage de 89 membres, construit en 1610. Il est le premier navire de commerce anglais à atteindre le Japon au début du XVIIe siècle .

## Historique du premier voyage vers le Japon
Pour le huitième voyage de la Compagnie britannique des indes orientales vers l'Asie, le Clove, de conserve avec le Thomas et l'Hector, quitte l'Angleterre en avril 1611 sous le commandement de John Saris.
Il commerce le long de la côte de l'Inde et arrive à Bantam en octobre 1612. 
Puis, il fait voile vers les iles de épices, cherchant, en vain, à enfreindre les monopoles espagnols et hollandais de ce commerce très lucratif.
Quittant les Moluques, le Clove rejoint la côte sud du Japon le 9 juin 1613, puis Hirado, près de Nagasaki, le 12 juin 1613. Un comptoir y est créé, confié à Richard Cocks.
En 1614, n'ayant pu obtenir de commercer avec la Chine, il rentre en Angleterre, passant par le port de Plymouth avant de regagner le port de Londres avec ses richesses, ayant triplé le capital investi dans l'expédition. 
Le journal de bord de l'expédition est conservé dans les archives de la Compagnie des Indes Orientales.
Toutefois, les eroticas faisant partie de la cargaison rapportée par la capitaine Saris sont brûlés par la Compagnie en raison de leur immoralité alléguée.